# Flying Time
Flying Time je exportní verze alba Křídlení české rockové skupiny Synkopy. Deska byla vydána vydavatelstvím Panton-Artia (katalogové číslo 8113 0543) v roce 1986. Byly použity původní hudební základy Křídlení z roku 1983, na které byly roku 1985 nahrány nové vokály Synkop v nové sestavě (Lukáše nahradil Majtner). Anglické texty skladeb pochází od Ondřeje Hejmy, který přeložil původní Vrbovy texty.
Na CD bylo album Flying Time vydáno v neúplné podobě v roce 2001 ve vydavatelství Sony Music/Bonton v rámci reedice alba Křídlení. Toto CD obsahuje kompletní Křídlení, které je doplněno téměř všemi písněmi z Flying Time s výjimkou čtyř instrumentálních skladeb, které jsou shodné na české i anglické verzi. Rovněž některá sóla byla zkrácena, aby nebyla překročena maximální stopáž CD.

## Seznam skladeb
Hudbu složil(i) Oldřich Veselý, texty napsal(i) Pavel Vrba a Ondřej Hejma, pokud není uvedeno jinak.
| Strana 1 | Strana 1               | Strana 1 | Strana 1       | Strana 1 |
| Pořadí   | Název                  | Hudba    | Text           | Délka    |
| -------- | ---------------------- | -------- | -------------- | -------- |
| 1.       | Flying Time – Prologue |          |                | 1:23     |
| 2.       | Pendulum               | Lukáš    | instrumentální | 1:37     |
| 3.       | Homo sapiens           |          |                | 5:13     |
| 4.       | Raindrops              |          |                | 3:49     |
| 5.       | How Many Times         | Lukáš    |                | 2:48     |
| 6.       | Argument               | Lukáš    |                | 2:15     |
| 7.       | Stew                   |          | instrumentální | 0:53     |
| 8.       | Barroom Blues          |          |                | 4:01     |

| Strana 2       | Strana 2               | Strana 2       | Strana 2       | Strana 2 |
| Pořadí         | Název                  | Hudba          | Text           | Délka    |
| -------------- | ---------------------- | -------------- | -------------- | -------- |
| 1.             | A Guitar Extempore     | Makovský       | instrumentální | 1:11     |
| 2.             | Blueprints             |                |                | 4:38     |
| 3.             | The Heart              |                |                | 5:30     |
| 4.             | Masox                  |                | instrumentální | 3:05     |
| 5.             | Harmony                |                |                | 2:25     |
| 6.             | Flying Time – Epilogue |                |                | 4:41     |
| Celková délka: | Celková délka:         | Celková délka: | Celková délka: | 43:30    |

## Obsazení
- Synkopy & Oldřich Veselý
  - Oldřich Veselý – klavír, elektronické varhany, clavinet, syntezátory, zpěv
  - Miloš Makovský – elektrická kytara, akustická kytara, baskytara
  - Pavel Pokorný – klavír, varhany, clavinet, syntezátory, housle, zpěv
  - Vratislav Lukáš – violoncello, baskytara, akustická kytara
  - Vilém Majtner – zpěv
  - Jiří Rybář – bicí, perkuse, zpěv